# Betula
Betula es un género de árboles de la familia Betulaceae y del orden Fagales. El nombre común «abedul» designa a varios diferentes árboles caducifolios pertenecientes a este género; a veces también se designa con este nombre a los alisos (Alnus glutinosa), árboles pertenecientes a la misma familia. Su nombre procede del latín betūlla, que a su vez procedería de la palabra betu, que era como los celtas designaban al abedul.
El abedul sirve de alimento a un gran número de lepidópteros tales como Colotois pennaria, Campaea margaritata, Mimas tiliae, Drepana binaria, Geometra papilionaria, Hemithea aestivaria y el bucéfalo o pájaro luna Phalera bucephala.

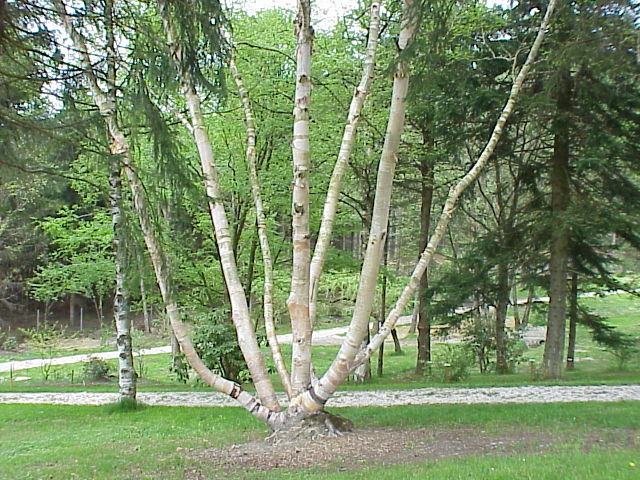
Betula ermannii

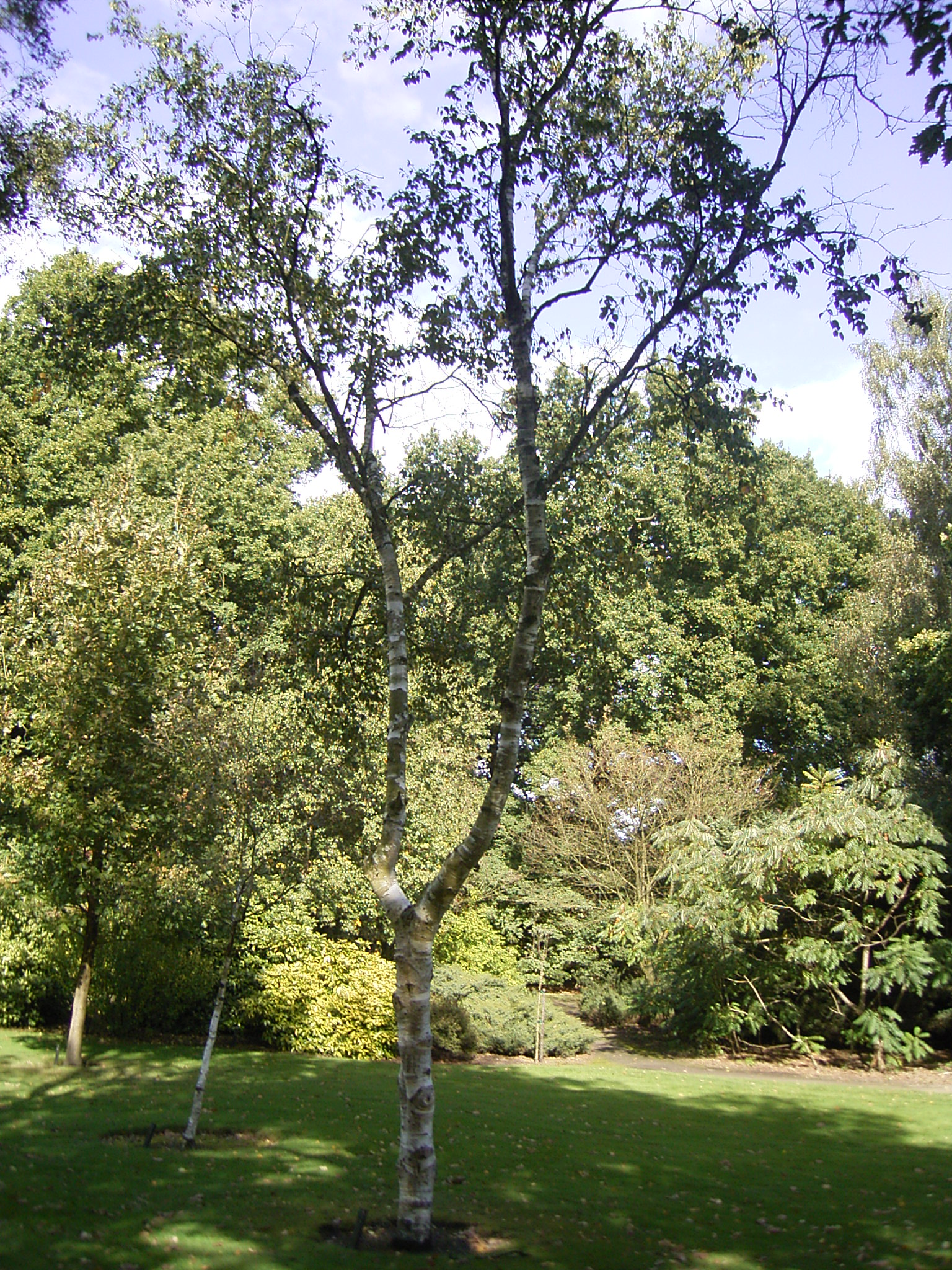
Betula albosinensis

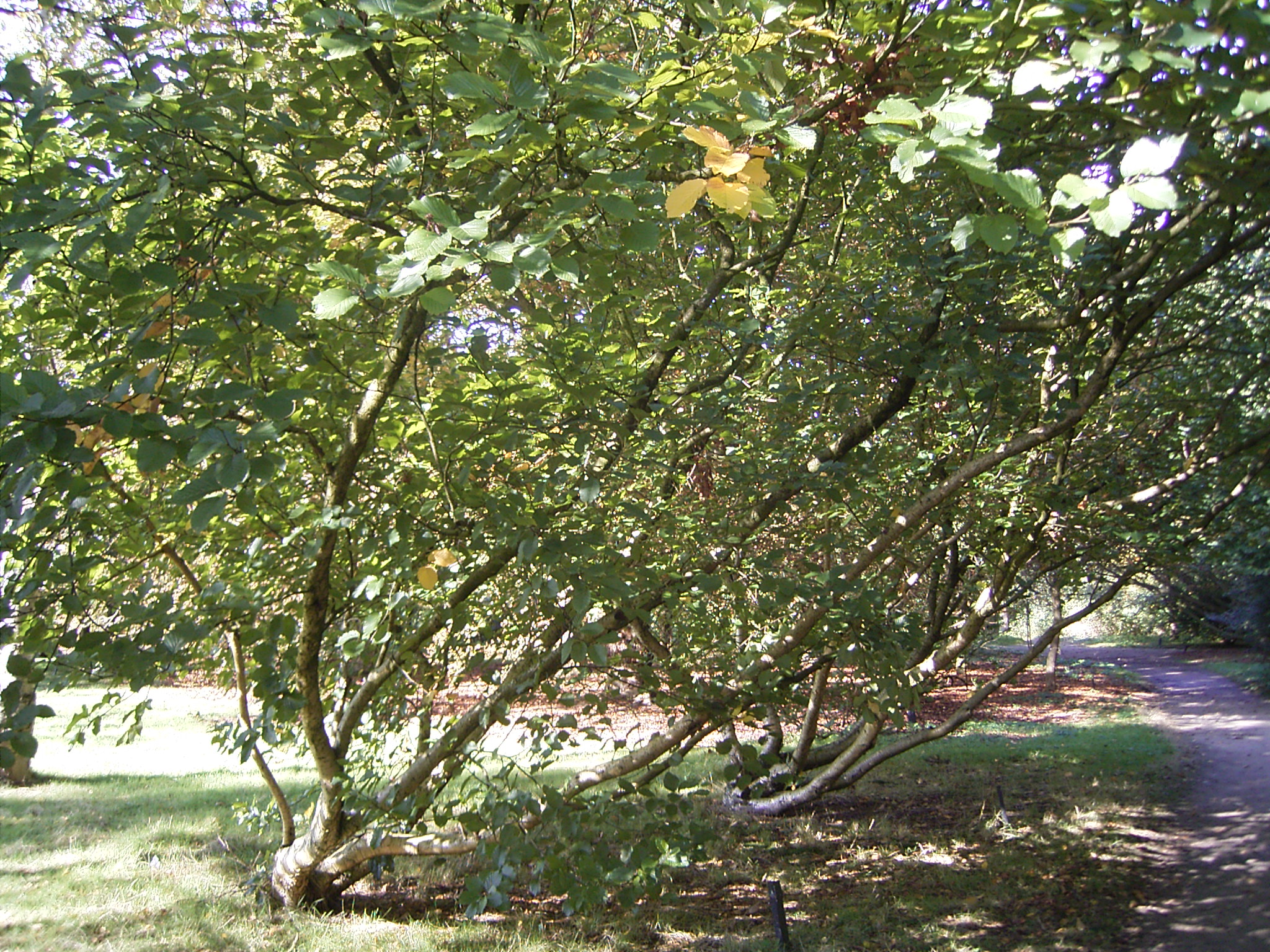
Betula medwediewii

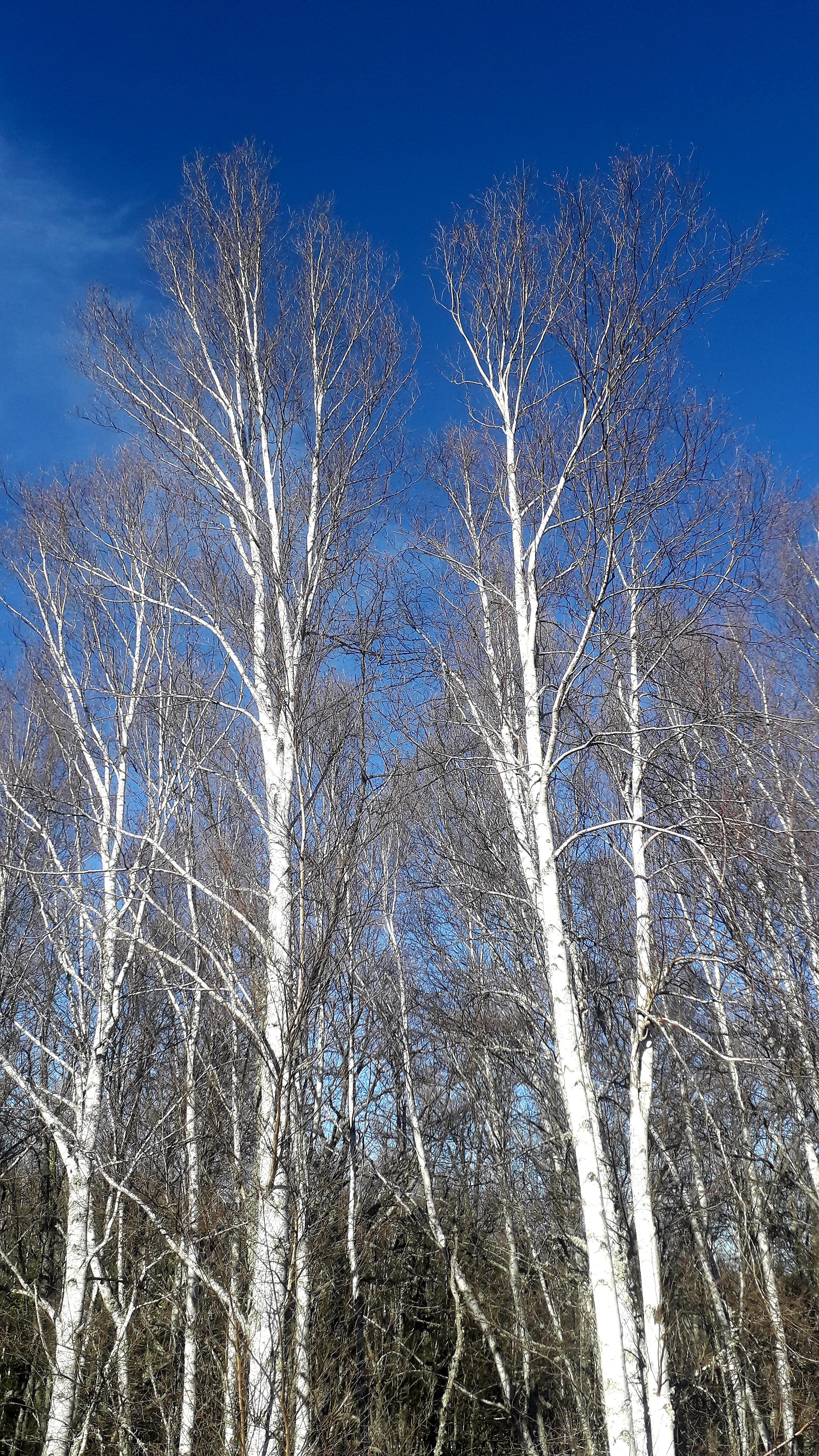
Abedules cerca de Requejo, España. Febrero de 2022.

## Morfología
- Altura: entre 10 y 30 m, dependiendo de la especie.
- Hojas: simples, serradas, romboidales de 3 a 6 cm, variando ligeramente según la especie.
- Ramas: flexibles y corteza blanquecina.
- Flores: especie diclino monoica: el mismo árbol posee flores masculinas y femeninas con amentos amarillos o verdes. El polen posee tres poros, tiene forma esferoidal, de 20 a 25 µm de diámetro y superficie finamente granulada.

### Descripción  detallada
Las especies de abedules son generalmente árboles o arbustos de tamaño pequeño a mediano, en su mayoría de climas templados y boreales del norte. Las hojas simples son alternas, simple o doblemente aserradas, nervadas en pluma, pecioladas y estipuladas. A menudo aparecen en parejas, pero estas parejas en realidad nacen de ramillas laterales de dos hojas en forma de espolón. El fruto es una pequeña samara, aunque en algunas especies las alas pueden ser oscuras. Se diferencian de los alisos (Alnus, otro género de la familia) en que los amentos femeninos no son leñosos y se desintegran en la madurez, desmoronándose para liberar las semillas, a diferencia de los amentos femeninos de aliso leñosos y en forma de cono.
La corteza de todos los abedules está característicamente marcada con lenticelas largas y horizontales y, a menudo, se separa en placas delgadas parecidas al papel, especialmente en el abedul de papel. Los colores distintivos dan los nombres comunes de abedul gris, blanco, negro, plateado y amarillo a diferentes especies.
Las yemas, que se forman temprano y crecen completamente a mediados del verano, son todas laterales, sin que se forme una yema terminal; la rama se prolonga por la yema lateral superior. La madera de todas las especies es de veta cerrada, de textura satinada y capaz de pulirse finamente; su valor como combustible es ajustado.

#### Flor y fruto
Las flores son monoicas y se abren con las hojas o antes. Una vez que han crecido completamente, estas hojas suelen tener entre 3 y 6 mm de longitud en racimos de tres flores en las axilas de las escamas de los amentos o amentos caídos o erectos. Los amentos estaminados son colgantes, agrupados o solitarios en las axilas de las últimas hojas de la rama del año o cerca de los extremos de las cortas ramitas laterales del año. Se forman a principios de otoño y permanecen rígidos durante el invierno. Las escamas de los amentos estaminados maduros son ampliamente ovadas, redondeadas, de color amarillo o naranja debajo del medio y de color castaño oscuro en el ápice. Cada escama tiene dos bractletas y tres flores estériles, cada flor consta de un cáliz sésil, membranoso, generalmente de dos lóbulos. Cada cáliz tiene cuatro filamentos cortos con anteras unicelulares o estrictamente dos filamentos divididos en dos ramas, cada una con una media antera. Las células de las anteras se abren longitudinalmente. Los segmentos pistilados son erectos o colgantes, y solitarios, terminales en las ramillas laterales del año de dos hojas en forma de espolón. Las escamas pistiladas son oblongo-ovadas, de tres lóbulos, de color amarillo verdoso pálido, a menudo teñidas de rojo, y se vuelven marrones en la madurez. Estas escamas tienen dos o tres flores fértiles, cada una de las cuales consta de un ovario desnudo. El ovario es comprimido, bicelular y coronado con dos estilos delgados; el óvulo es solitario. Cada escama tiene una pequeña nuez alada que es ovalada, con dos estigmas persistentes en el ápice.

## Distribución geográfica y hábitats
- Distribución geográfica: se encuentra por una gran parte del hemisferio norte, en Europa (en los países nórdicos llegan a formar grandes bosques), en parte de Asia, América del Norte y el norte de África.
- Hábitat: requiere zonas soleadas, suelos ácidos y silíceos que posean suficiente humedad.

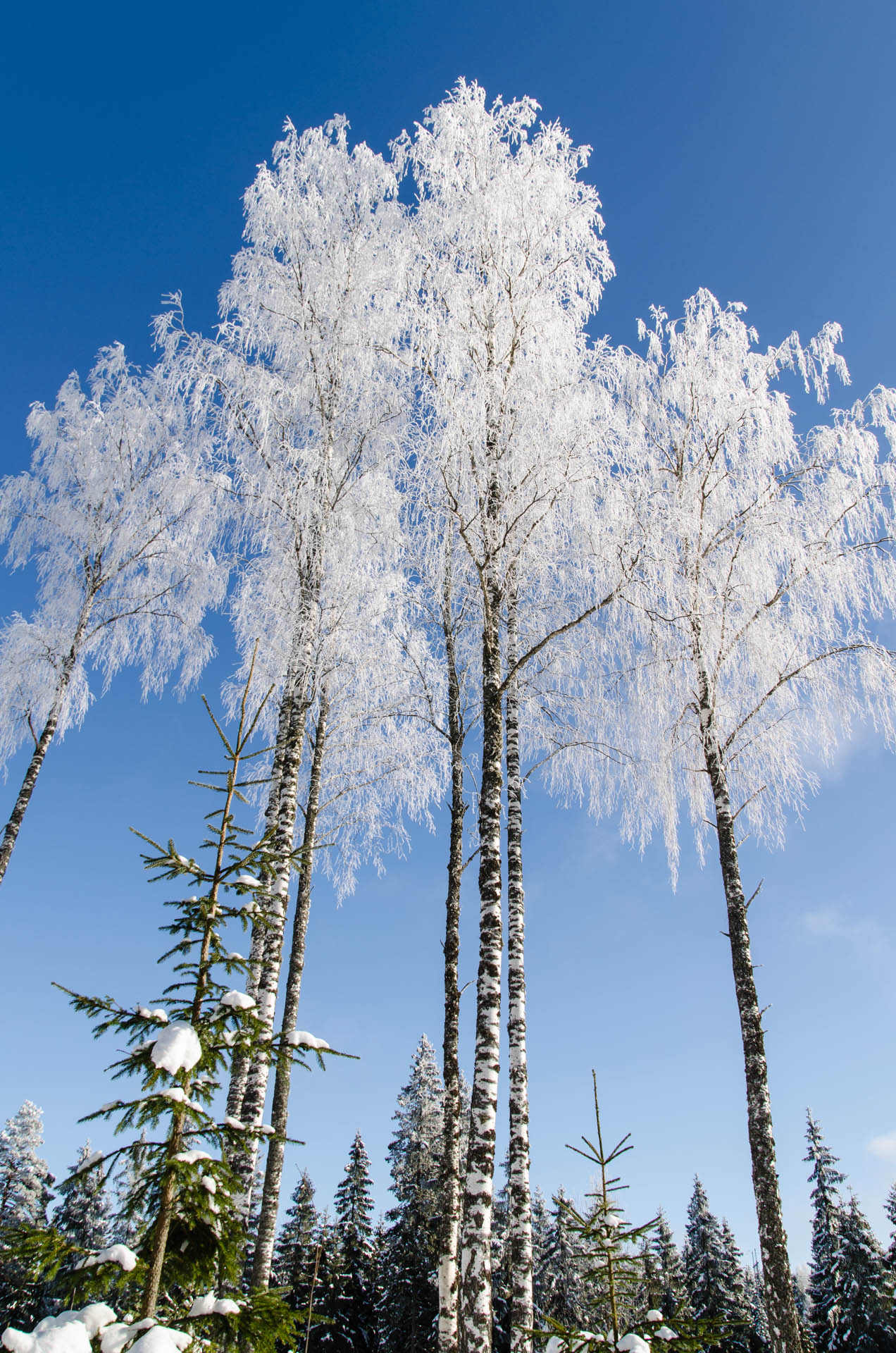
Abedules helados en Kangasala, Finlandia, en febrero de 2013.

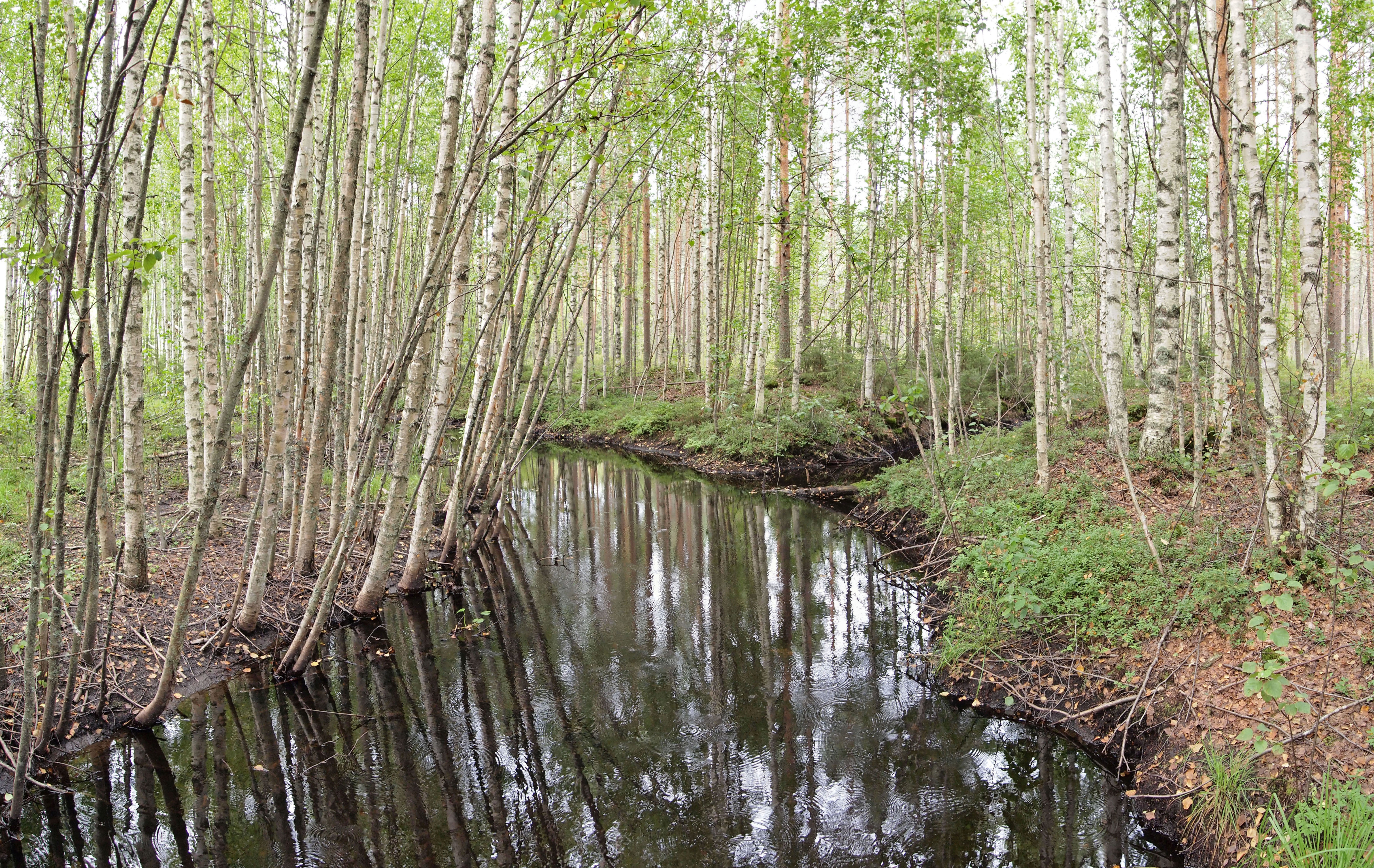
Abedules junto a un río en Hankasalmi, Finlandia.

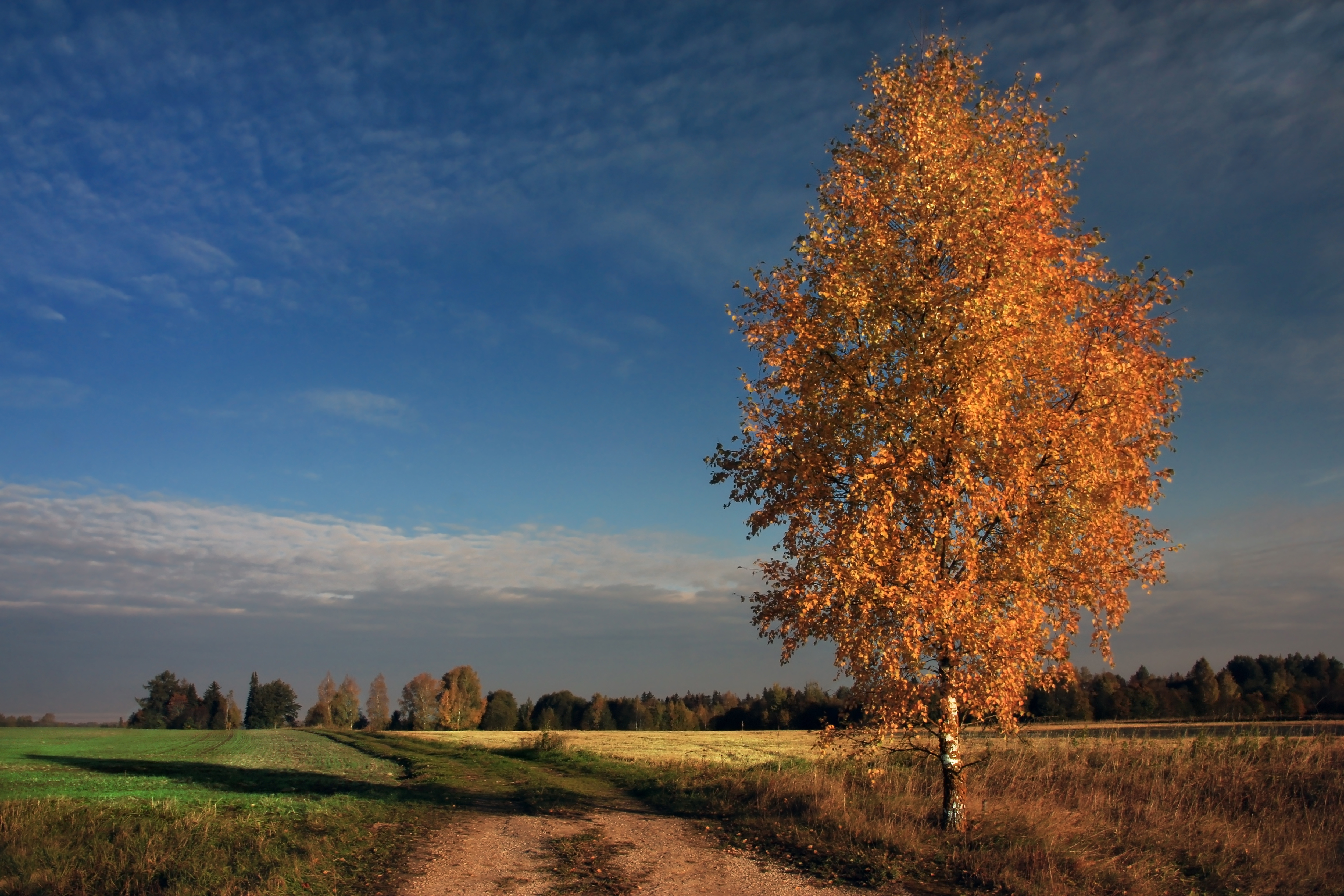
Un abedul en otoño.

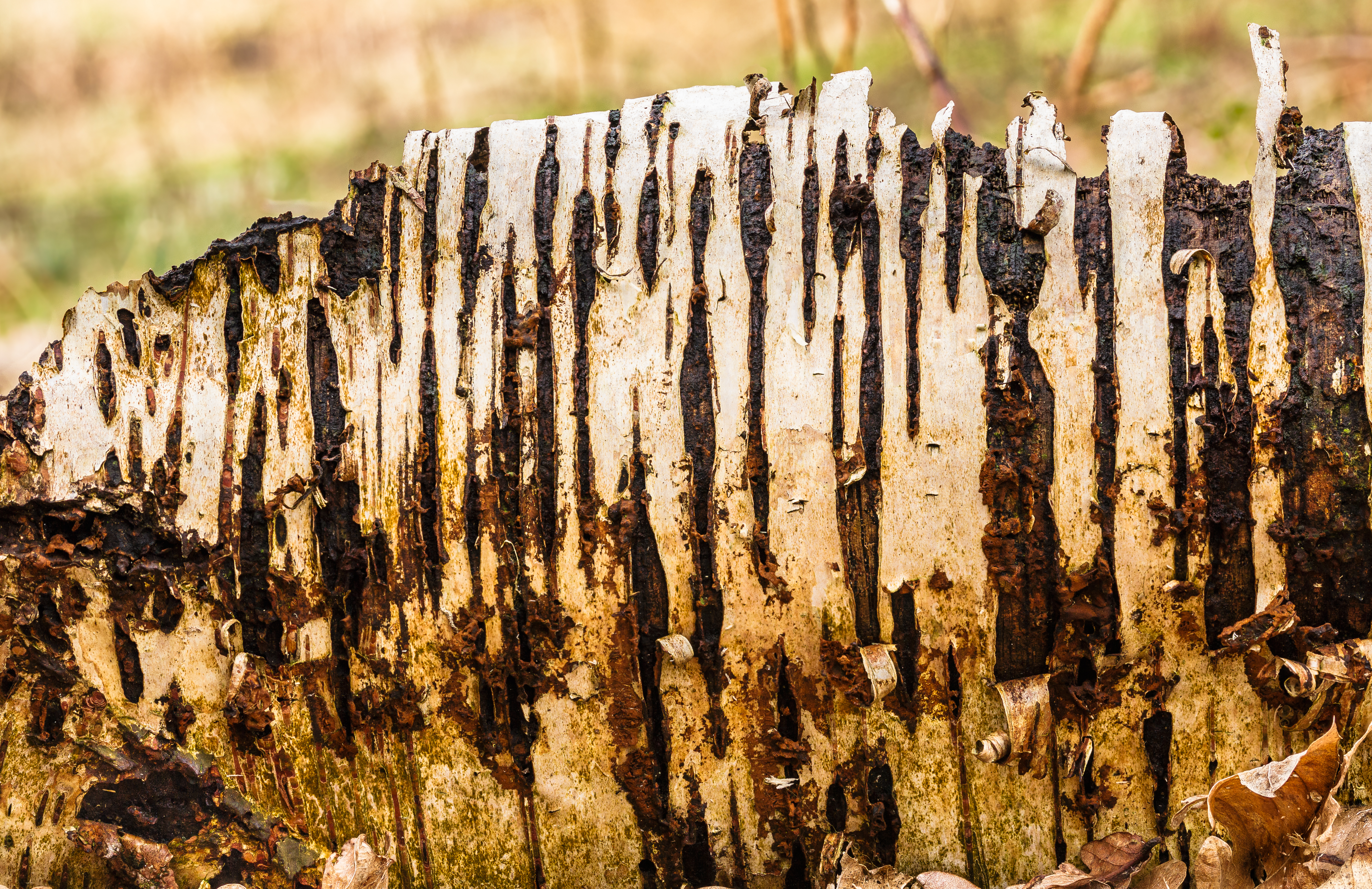
Tronco tumbado de un abedul (Betula) en total descomposición.

Los abedules suelen formar rodales de edades uniformes en suelos ligeros, bien drenados y particularmente ácidos. Se les considera especies pioneras, que colonizan rápidamente terrenos abiertos, especialmente en secuencias sucesionales secundarias después de una perturbación o un incendio. Los abedules son las primeras especies de árboles que se establecen en sucesiones primarias y pueden convertirse en una amenaza para los brezales si las plántulas y los árboles jóvenes no se suprimen mediante el pastoreo o la quema periódica. Los abedules son generalmente especies de tierras bajas, pero algunas especies, como Betula nana, tienen una distribución montañosa. En las islas británicas, existe cierta diferencia entre los entornos de Betula pendula y Betula pubescens, y cierta hibridación, aunque ambos son "oportunistas en sistemas forestales en estado estacionario". En algunos casos, se ha descubierto que los hongos micorrízicos, incluidas las (ecto)micorrizas envolventes, son beneficiosos para el crecimiento de los árboles.
Una gran cantidad de insectos lepidópteros se alimentan del follaje de abedul.

## Especies
La siguiente lista no está completa y se refiere solo a una clasificación por su origen geográfico. Para la clasificación taxonómica, véase Anexo: Especies de Betula.
Abedules de Norteamérica
- Betula alleghaniensis (B. lutea) — abedul amarillo.
- Betula cordifolia
- Betula glandulosa
- Betula kenaica
- Betula lenta — abedul dulce americano.
  - Betula lenta uber
- Betula michauxii
- Betula minor
- Betula nana
- Betula neoalaskana
- Betula nigra — abedul negro, abedul negro americano.
- Betula occidentalis (B. fontinalis)
- Betula papyrifera — abedul de las canoas, abedul papirífero.
- Betula pendula — abedul común o abedul blanco, un abedul europeo comúnmente plantado como ornamental, por lo que se ha naturalizado en los EE. UU.
- Betula populifolia — abedul gris.
- Betula pubescens — abedul pubescente.
  - Betula pubescens tortuosa
- Betula pumila.

Abedules de Europa y Asia
- Betula albosinensis
  - Betula albosinensis var. septentrionalis — abedul chino de corteza roja
- Betula alnoides
- Betula austrosinensis
- Betula carpatica
- Betula chinensis
- Betula dalecarlica
- Betula ermanii — abedul de Erman
- Betula grossa
- Betula jacquemontii (Betula utilis jacquemontii)
- Betula kamtschatica — abedul de Kamchatka platyphylla
- Betula mandschurica
  - Betula mandschurica var. japonica
- Betula maximowiczii — abedul de Maximowicz
- Betula medwediewii
- Betula nana — abedul enano
- Betula pendula — abedul común, abedul blanco
- Betula platyphylla (Betula pendula var. platyphylla)
- Betula pubescens
  - Betula pubescens tortuosa
- Betula sukatschewii
- Betula szechuanica (Betula pendula var. szechuanica)
- Betula utilis — abedul del Himalaya.

Nota: muchos textos estadounidenses confunden B. pendula y B. pubescens, aunque son especies diferentes con distinto número de cromosomas.

## Historia evolutiva

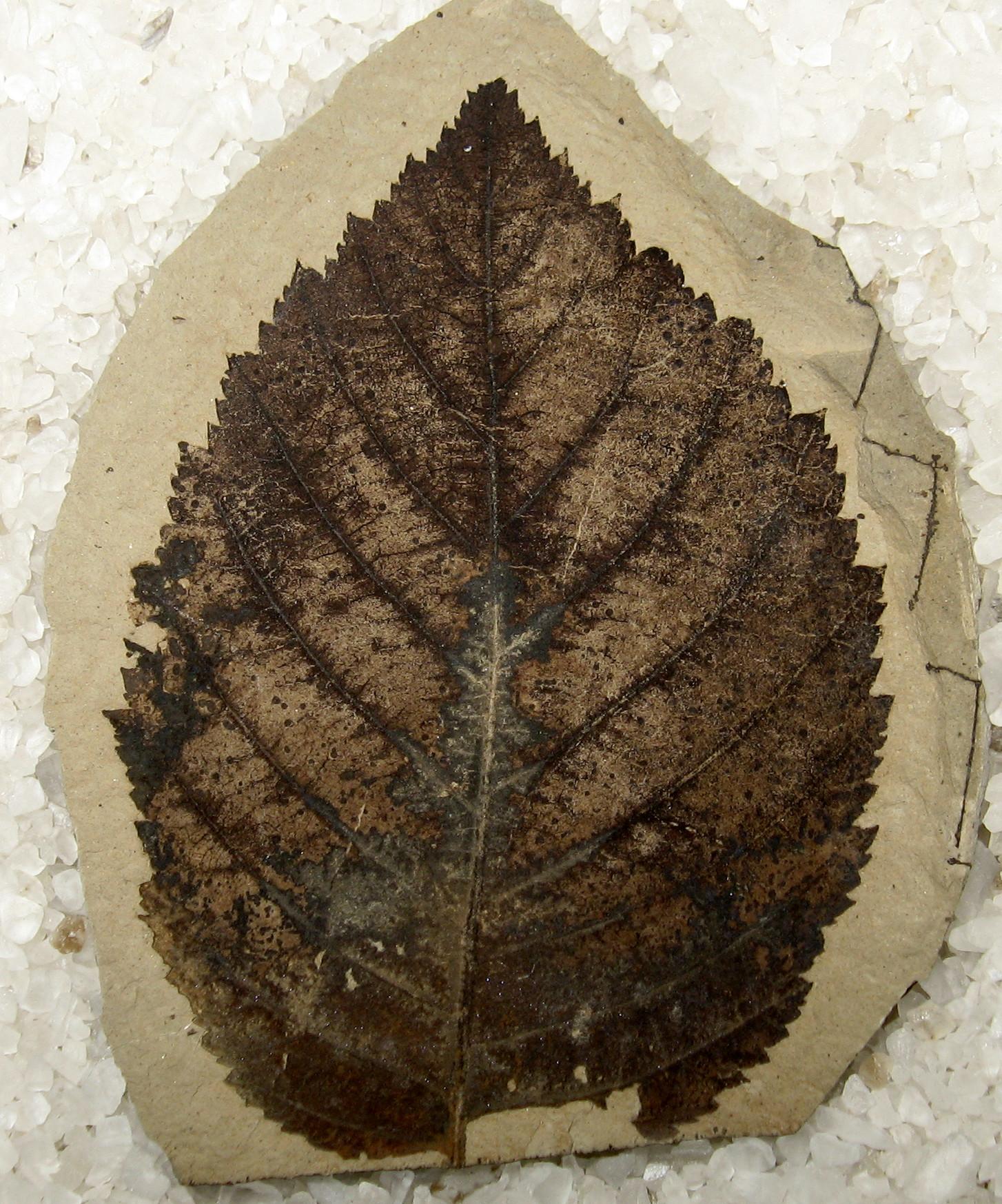
Hoja fósil de Betula leopoldae.

Dentro de las Betulaceae, los abedules están más estrechamente relacionados con los alisos. Los fósiles de abedul más antiguos que se conocen son los de Betula leopoldae de la Formación montañosa Klondike en el estado de Washington, EE. UU., que datan del Eoceno temprano (Ypresiano), hace unos 49 millones de años.

## Usos

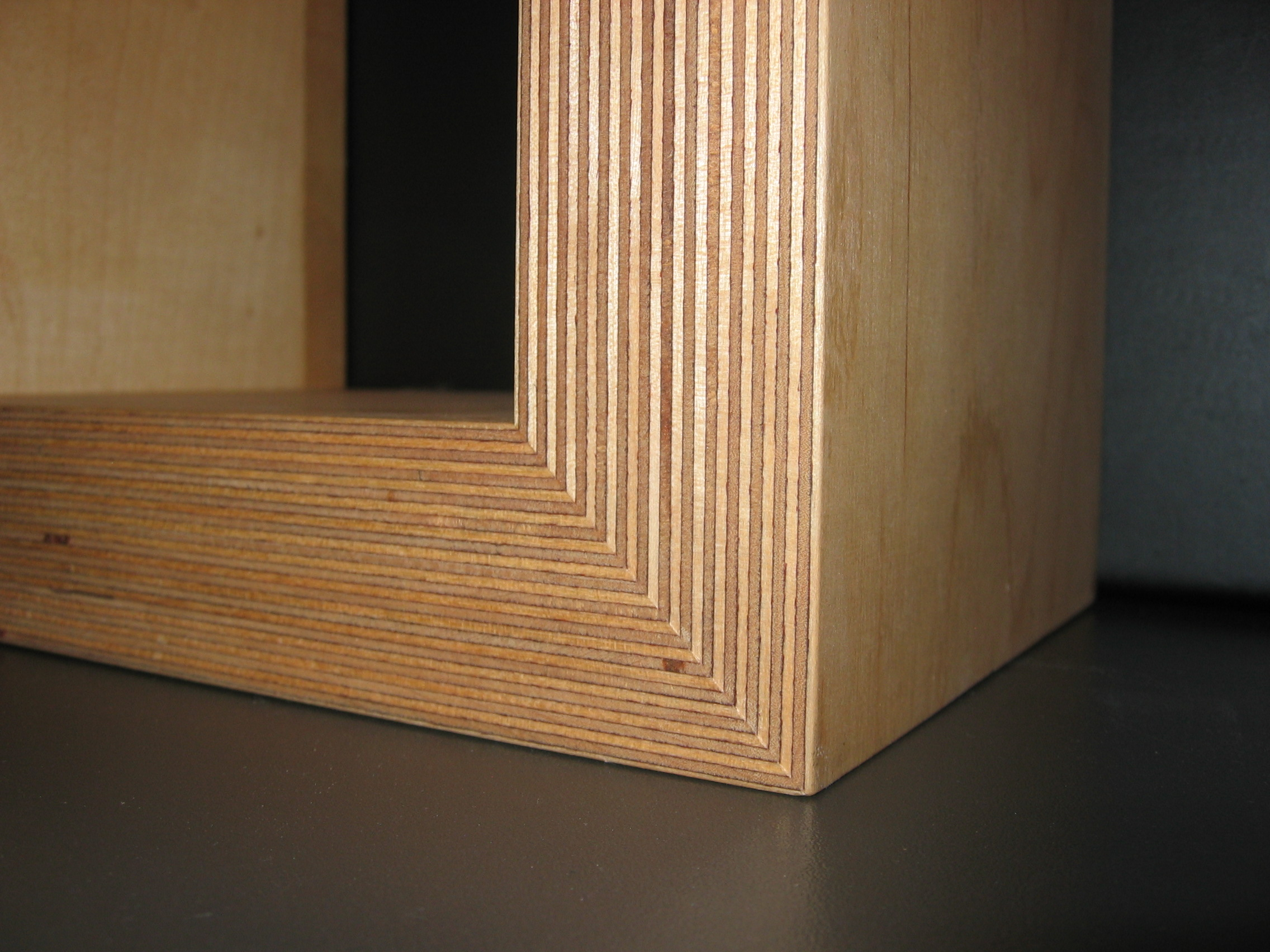
Contrachapado de abedul.

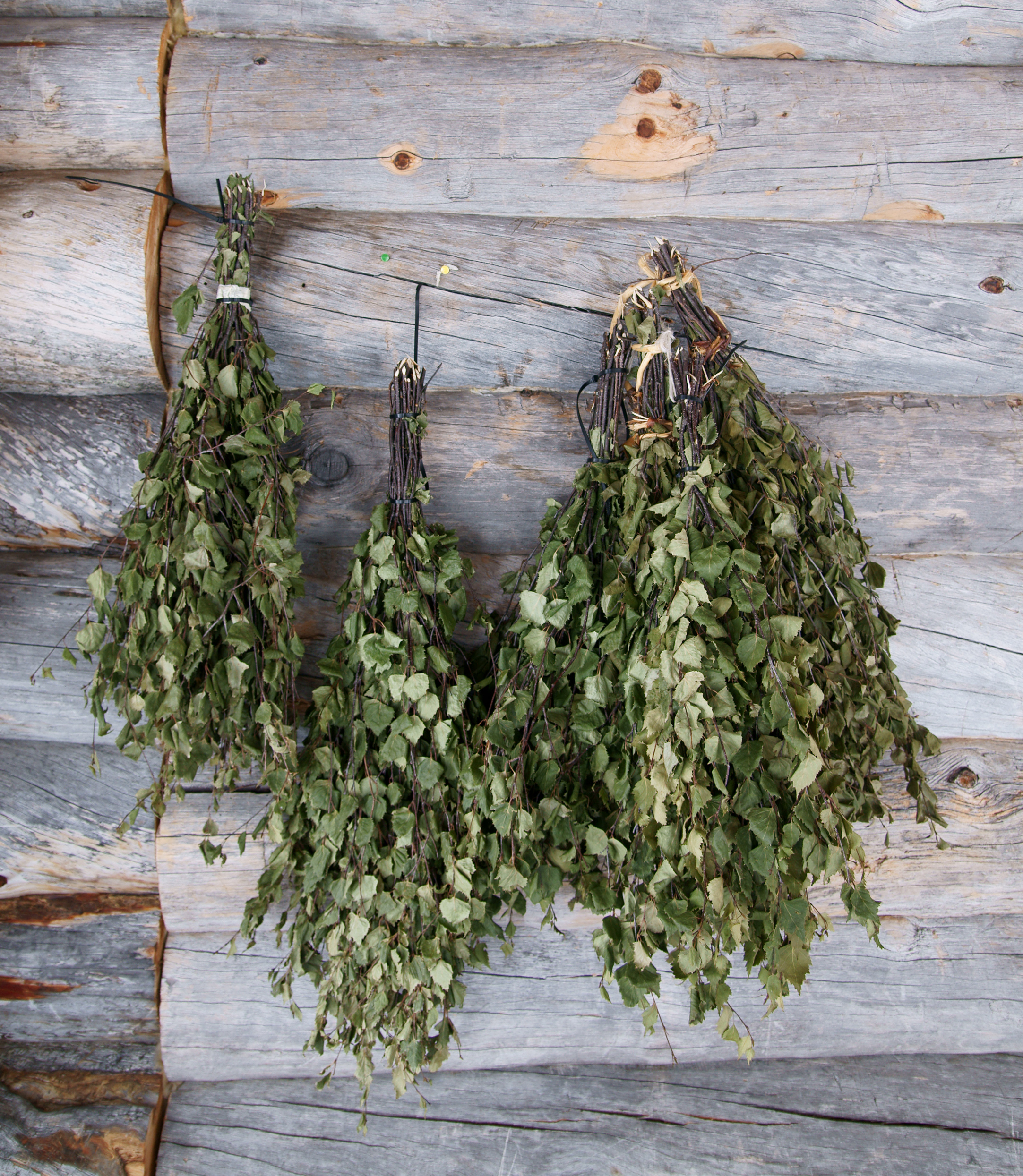
Escoba de baño finlandesa llamada vihta/vasta, trenzada con ramitas de abedul.

Debido a la dureza del abedul, es más fácil darle forma con herramientas eléctricas; es bastante difícil trabajarlo con herramientas manuales.
- La madera de abedul es de grano fino y de color pálido, a menudo con un atractivo brillo satinado. Pueden producirse ondulaciones, lo que aumenta el valor de la madera para enchapados y fabricación de muebles. El abedul Masur (o Carelia), muy decorativo, de Betula verrucosa var. carelica, tiene texturas onduladas combinadas con atractivas rayas y líneas oscuras.
- El contrachapado de abedul se fabrica a partir de laminaciones de chapa de abedul. Es ligero pero fuerte y tiene muchas otras buenas propiedades. Se encuentra entre los contrachapados más resistentes y dimensionalmente más estables, aunque no es apto para uso en exteriores. La madera contrachapada de abedul se utiliza para fabricar longboards (patinetes), lo que les confiere una marcha fuerte pero flexible. También se utiliza (a menudo en grados muy finos con muchas laminaciones) para fabricar modelos de aviones.
- Los extractos de abedul se utilizan para dar sabor o aceite para cuero y en cosméticos como jabón o champú. En el pasado, el aceite comercial de gaulteria (salicilato de metilo) se elaboraba a partir del abedul dulce (Betula lenta)[9]
- El alquitrán de abedul o aceite ruso extraído de la corteza de abedul es termoplástico e impermeable; se usaba como pegamento, por ejemplo, en flechas y también con fines medicinales.[10]
- En las saunas se utilizan ramitas fragantes de abedules del grupo de la gaulteria.
- El abedul también se asocia con la fiesta de Pentecostés en Europa central y oriental y en Siberia, donde sus ramas se utilizan como decoración para iglesias y hogares en ese día.
- La corteza de abedul molida, fermentada en agua de mar, se utiliza para añadir a las velas de lana, cáñamo o lino y las cuerdas de cáñamo de los barcos tradicionales noruegos.
- Las ramitas de abedul atadas en un haz, también llamadas abedules, se usaban para una forma de castigo corporal.
- Muchos nativos americanos de Estados Unidos y pueblos indígenas de Canadá aprecian el abedul por su corteza, que debido a su peso ligero, flexibilidad y la facilidad con la que se puede arrancar de los árboles caídos, se utiliza a menudo para la construcción de estructuras fuertes y sólidas, canoas, cuencos y tiendas indias, impermeables pero livianas.
- El avión Hercules Hughes H-4 estaba hecho principalmente de madera de abedul, a pesar de su apodo más conocido, "The Spruce Goose" (El ganso de abeto).
- La BBC especificó el contrachapado de abedul como la única madera que se puede utilizar para fabricar las cajas del duradero altavoz LS3/5A.[11]
- El abedul se utiliza como leña debido a su alto poder calorífico por unidad de peso y unidad de volumen. Se quema bien, sin explotar, incluso cuando está congelado y recién cortado. La corteza arderá muy bien incluso cuando esté mojada debido a los aceites que contiene. Con cuidado, se puede dividir en láminas muy finas que se encenderán incluso con la chispa más pequeña. La madera de abedul se puede utilizar para ahumar alimentos.
- Las semillas de abedul se utilizan como hojarasca en modelos de terreno en miniatura.[12]
- El aceite de abedul se utiliza en la fabricación del cuero Rusia, un cuero resistente al agua.

### En alimentación
La corteza interior se considera comestible como alimento de emergencia, incluso cuando está cruda. Se puede secar y moler hasta convertirla en harina, como lo hacían los nativos americanos y los primeros colonos. También se puede cortar en tiras y cocinar como fideos.
La savia se puede beber o utilizar para hacer almíbar. y cerveza de abedul. Se puede preparar té con la corteza interior roja de los abedules negros.